# Philippe-Édouard Foucaux
Philippe-Édouard Foucaux, né le 15 septembre 1811 à Angers, mort le 20 mai 1894 à Paris, est le premier tibétologue français. Il est l'auteur de la première grammaire tibétaine en français.

## Biographie
Philippe-Édouard Foucaux nait le 15 septembre 1811 dans la ville d'Angers (Maine-et-Loire), dans une famille de marchands. À l'âge de 27 ans, il part à Paris pour étudier l'indologie avec Eugène Burnouf. Après avoir pris conscience du travail de Sándor Kőrösi Csoma, il étudie le tibétain par lui-même pendant deux ans. Ensuite, il est nommé professeur de tibétain à l'École des langues orientales. La subvention pour ce poste étant annulée, Foucaux continue à instruire ses étudiants bénévolement.
Foucaux est membre de la Société d'Ethnographie. Sous le Second Empire, Foucaux est élu membre du Collège de France. Il épouse Marie Filon (1842-1902), orientaliste qui travaille comme bouddhologue et qui publie en 1874 sous le nom de plume de Mary Summer, la première Vie française de Bouddha destinée au grand Public.
Il est membre correspondant de l'American Oriental Society à partir de 1865.
Philippe-Édouard Foucaux est décédé le 20 mai 1894 à Paris, dans le 7e arrondissement.
L'exploratrice et orientaliste Alexandra David-Néel compta parmi ses élèves. Elle évoque la figure de son professeur dans plusieurs de ses ouvrages, dont Voyage d'une Parisienne à Lhassa.

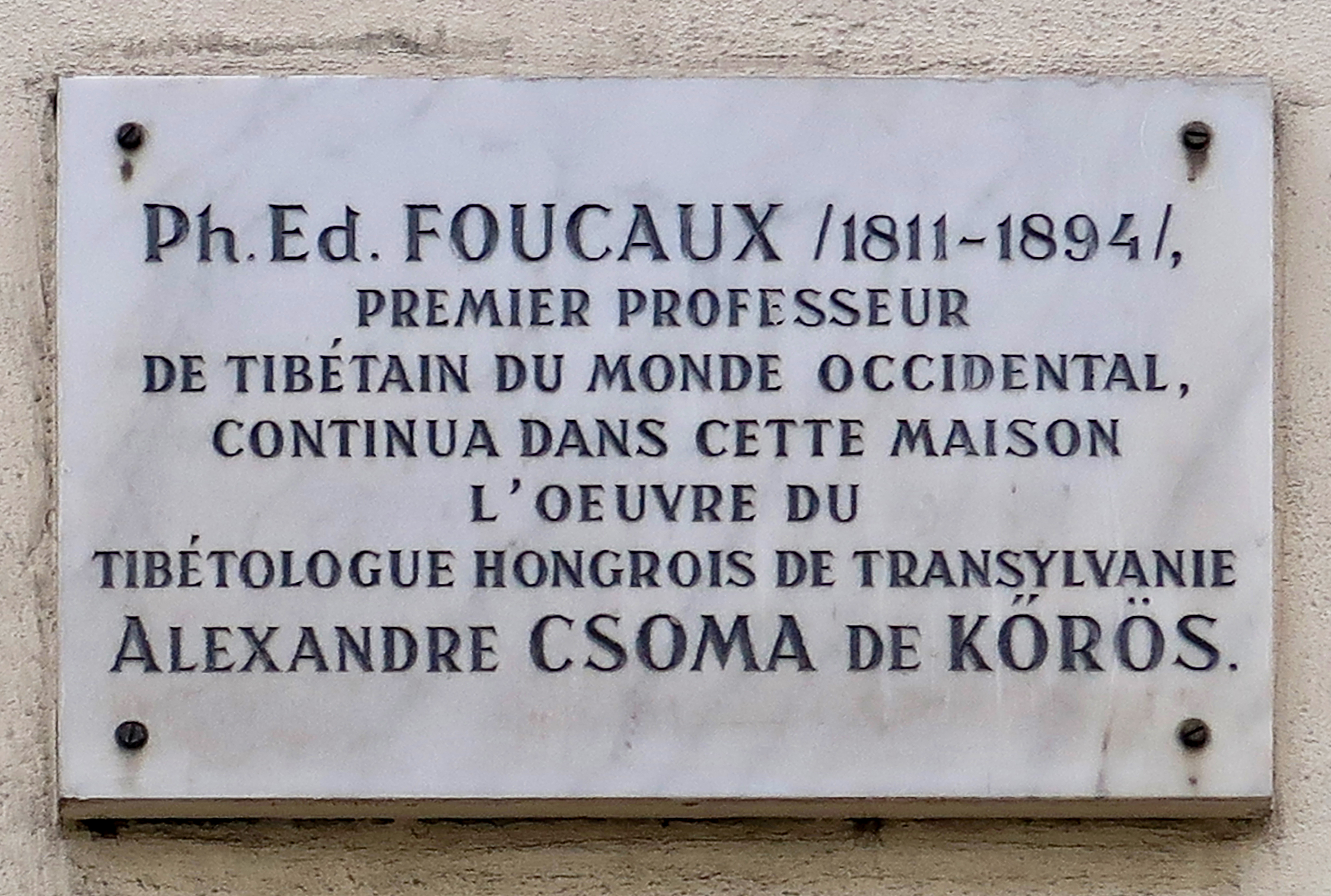
Plaque 3 rue Perronet (7e arrondissement de Paris), où il travailla. Elle mentionne qu'il poursuivit le travail de
Sándor Kőrösi Csoma

## Travaux
Liste non exhaustive des travaux publiés par Philippe-Édouard Foucaux.
- Discours prononcé à l'ouverture du cours de langue et de littérature tibétaine près la Bibliothèque royale. , Paris,  Lacrampe, 1842, 20 p. Consulté le 25 septembre 2022.
- Grammaire de la langue tibétaine. , Paris, L'imprimerie impériale, 1858, 270 p. Consulté le 25 septembre 2022.
- Le trésor des belles paroles, choix de sentences composées en tibétain; suivies d'une élégie tirée du Kanjour. , Paris,  B. Duprat, 1858, 54 p. Consulté le 25 septembre 2022.
- Histoire du Bouddha Çakya-Mouni,  traduite du tibétain., Paris, Duprat, 1860, 543 p. Consulté le 25 septembre 2022.
- Le bouddhisme au Thibet, Paris, B. Duprat, 1864, 20 p. (in-8o)
- La Reconnaissance de Shâkountalâ, traduit depuis le sanskrit, drame en 7 actes de Kâlidâsa, Paris, E. Picard, 1867 , 188 p.
- Le religieux chassé de la communauté, conte bouddhique, Paris,   Mémoires de l’Athénée oriental. Session 1872, 22 p. (lire sur Commons: voir ci-contre)
- Rig-Véda, ou livre des hymnes, traduit du sanskrit, Paris, Adrien Maisonneuve, 1872, 646 p.

## Travaux au sujet de Foucaux
- Bernard Le Calloc'h, « Philippe-Edouard Foucaux : First Tibetan teacher in Europe », Tibet Journal, 12.1 (1987), p. 39-49.
- Bernard Le Calloc'h, « Un Angevin oublié, Philippe-Edouard Foucaux, le premier tibétologue français », Archævs, Studies in History of Religions, n° V, 2001, p. 27-66.

## Source
- (en) Cet article est partiellement ou en totalité issu de l’article de Wikipédia en anglais intitulé « Philippe Édouard Foucaux » (voir la liste des auteurs).